# Juan de Chaves y Mendoza
Juan de Chaves y Mendoza (n. Trujillo, España, en 1606 – Lima, Perú, c.1686) fue un militar español que desempeñó el cargo de gobernador de Costa Rica desde 1644 hasta 1650.

## Datos familiares
Fue hijo de don Martín de Chaves y Mendoza y Alvarado, alcalde ordinario de la ciudad de Trujillo en 1605, caballero de la Orden de Alcántara en 1609 y familiar del Santo Oficio de la Inquisición, y Mariana de Soto. Aparentemente era hijo extramatrimonial. Entre sus parientes cercanos estaba Juan de Chaves Mendoza y Alvarado, primer conde de la Calzada.
Casó, al parecer en el Perú, con Ana María de Salinas y Sandoval, con quien tuvo a Juana María de Chaves y Sandoval, casada con Antonio Centeno y Machado. Su hijo don Antonio Centeno fue corregidor de Trujillo, en el Perú.

## Carrera militar
Sirvió un tiempo como soldado en el presidio de Cádiz; el 24 de setiembre de 1622 fue ascendido a alférez en una compañía de guarda del estrecho de Gibraltar y el 8 de junio de 1623 fue nombrado capitán de infantería española.  Participó en la jornada del Brasil en el sitio de Salvador (Bahía). Del Brasil pasó a la isla de Santa Elena a conducir la hacienda de una nao de las Indias que allí dio al través, y se halló en el encuentro que hubo en esa isla con una nao holandesa, teniendo a cargo la artillería de su galeón; en el viaje de regreso a España se halló en un encuentro con un navío de piratas holandeses. Después participó en otros combates navales y en 1628 se trasladó a servir a Lombardía. Estuvo en el sitio de Casale Monferrato y en 1629 fue al Piamonte con el socorro que se envió al duque de Saboya para impedir el paso de los Alpes a Luis XIII de Francia.  En 1630 participó en el segundo sitio de Casale Monferrato y en otros hechos de armas. Posteriormente pasó a Flandes y participó en la batalla de Nordlingen.  En 1634 volvió a Lombardía a servir a las órdenes del cardenal Gil Carrillo de Albornoz; estuvo en la defensa de la Valtelina y en 1637 luchó con las tropas del marqués de Leganés, que desalojaron de la Valtelina a los franceses comandados por Rohan. Después participó en muchos otros hechos de armas en Italia. En 1642 se le concedió licencia para regresar a España, donde fue alférez de la compañía de don Luis de Aguilar en el regimiento del príncipe don Baltasar Carlos de Austria.

## Gobernador de Costa Rica
Fue nombrado gobernador de Costa Rica por nombramiento del rey Felipe IV el 12 de mayo de 1644. Tomó posesión del cargo a fines de ese año.
Enamorado de Ana de Cortabarría y Escobar, hermosa hijastra de su antecesor Gregorio de Sandoval Anaya y González de Alcalá, pidió su mano a este, pero su propuesta fue declinada debido a que Ana ya estaba prometida a un caballero de Guatemala. A partir de entonces, el gobernador Chaves y Mendoza trató con extrema hostilidad y grosería a su antecesor y demoró cuanto pudo el trámite de su juicio de residencia, al extremo de que Gregorio murió en Cartago en 1646, antes de que concluyese el proceso.
En mayo de 1649, Chaves y Mendoza dirigió un informe al rey sobre la provincia de Costa Rica muy desfavorable para sus habitantes, con excepción del portugués Luis Machado y el castellano Fernando de Carrión Villasante, a los cuales dedicó efusivos elogios.
En diciembre de 1650 entregó el mando a Juan Fernández de Salinas y de la Cerda, nombrado para sucederle desde el 27 de abril de ese año.

## Cargos posteriores
En 1653 fue considerado para el cargo de gobernador de Terrenate (México), pero el 28 de setiembre de 1653 fue nombrado por don Felipe IV como corregidor de San Francisco de Buena Esperanza y Puerto de Paita, en el Perú.
Testó en Lima el 21 de marzo de 1686, ante el escribano José Mejía de Estrella.